# Homeless World Cup

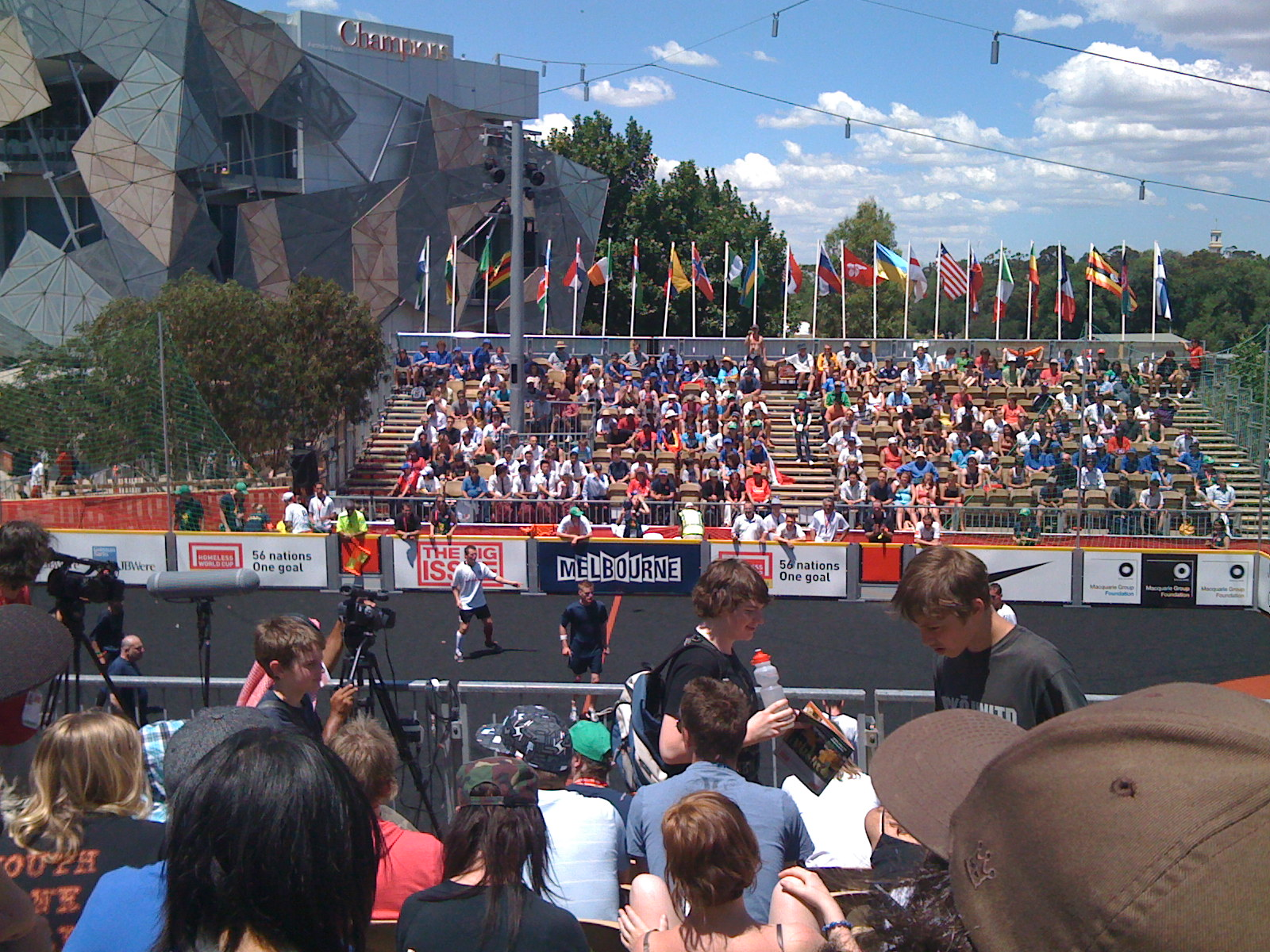
Homeless World Cup de 2008 disputada em Melbourne.

A The Homeless World Cup (chamada Campeonato do Mundo dos Sem-Abrigo (português europeu) ou A Copa do Mundo dos Sem-Tetos (português brasileiro)) é um torneio internacional de futebol, onde as equipas são formadas integralmente por pessoas desabrigadas. No campo estão 4 jogadores por equipa (obviamente um deles o guarda-redes) e é basicamente futebol de rua. O evento tem sido realizado anualmente desde 2003. Em Agosto de 2011 realizou-se a edição em uma arena montada abaixo da Torre Eiffel, em Paris. Em 2016 foi realizada em Glascow. 
A Homeless world Cup tem várias seleções de diversos países, sendo 3 na linha de ataque, 1 no gol e 4 nos bancos de reserva. As seleções tem um nome escolhido pelo técnico (como, a do Brasil é conhecida como Futebol Social, com o técnico Pupo Fernandes). As que já ganharam o torneio duas vezes são Brasil, Chile, Escócia e Itália único país a conseguir ser bicampeão. Portugal conseguiu um segundo lugar frente à Ucrânia onde perdeu 5-4 em 2009.  
A Homeless é patrocinada pela UEFA, Fundación Telmex e Nike Inc..
O futebol social é muito importante para a inclusão social.